# 雙寮社
雙寮社，在今日大甲區建興里附近，因大安溪堤防的修築，使雙寮社的部分地帶成為大安溪床。在郁永河紀遊中，雙寮社正是南北交通的要道，郁記錄：

至溪所，眾番為戴行李，沒水而過，後扶余車浮渡，雖僅免沒溺，實濡水而出也，渡汎三溪，率相越不半里，已渡過大甲社（崩山社），雙寮社，至苑里社…。

昔日的雙寮已不復現，只留下雙寮的舊名及大安溪雜草叢生的溪床，供人懷思古之幽情罷了。